# Pero disjuncta
Pero disjuncta là một loài bướm đêm trong họ Geometridae.